# Rockstar Advanced Game Engine
Rockstar Advanced Game Engine (RAGE) – silnik gry stworzony przez RAGE Technology Group, będące częścią studia Rockstar San Diego. Silnik jest wykorzystywany w grach tworzonych na komputery osobiste oraz konsole: Wii, Xbox 360, PlayStation 3, Xbox One, PlayStation 4.
Silnik wykorzystuje oprogramowanie pośredniczące takie jak silnik fizyki Bullet oraz silnik animacji postaci Euphoria. Począwszy od Maxa Payne’a 3 silnik wspiera bibliotekę DirectX w wersji 11 oraz stereoskopową grafikę 3D. Wraz z premierą Red Dead Redemption II silnik rozszerzono o możliwość wykorzystania API Vulkan i DirectX 12.

## Gry wykorzystujące silnik RAGE
| Tytuł                                        | Rok wydania | Platformy                                                                            | Producent                             |
| -------------------------------------------- | ----------- | ------------------------------------------------------------------------------------ | ------------------------------------- |
| Rockstar Games Presents Table Tennis         | 2006        | Xbox 360, Wii                                                                        | Rockstar San Diego                    |
| Midnight Club: Los Angeles                   | 2008        | Xbox 360, PlayStation 3                                                              | Rockstar San Diego                    |
| Grand Theft Auto IV                          | 2008        | Xbox 360, PlayStation 3, PC                                                          | Rockstar North, Rockstar Toronto (PC) |
| Grand Theft Auto: Episodes from Liberty City | 2009        | Xbox 360, PlayStation 3, PC                                                          | Rockstar North, Rockstar Toronto (PC) |
| Red Dead Redemption                          | 2010        | Xbox 360, PlayStation 3, PC                                                          | Rockstar San Diego                    |
| Red Dead Redemption: Undead Nightmare        | 2010        | Xbox 360, PlayStation 3, PC                                                          | Rockstar San Diego                    |
| Max Payne 3                                  | 2012        | Xbox 360, PlayStation 3, PC                                                          | Rockstar Vancouver                    |
| Grand Theft Auto V                           | 2013        | Xbox 360, PlayStation 3, Xbox One, PlayStation 4, PC, PlayStation 5, Xbox Series X/S | Rockstar North                        |
| Red Dead Redemption 2                        | 2018        | PlayStation 4, Xbox One, PC, PlayStation 5, Xbox Series X/S                          | Rockstar Games                        |